# Post tam diuturnas
Post tam diuturnas  ist ein Apostolisches Schreiben von Papst Pius VII., in dem er am 29. April 1814 über die nach der Wiederherstellung der Bourbonenmonarchie vom Sénat Conservateur vorgeschlagene Konstitution schreibt. Post tam diuturnas ist an Mgr. de Boulogne, Bischof von Troyes, gerichtet.

## Direktiven
Der Papst äußert anfangs seine Zufriedenheit mit der Wiederherstellung seiner Herrschaft im Kirchenstaat und des Hauses Bourbon in Frankreich. Er habe einen außerordentlichen Nuntius nach Frankreich entsandt, um Ludwig XVIII. durch ihn zu seiner wiederhergestellten Macht zu beglückwünschen.
Die Freude des Papstes sei jedoch von der in den Zeitungen veröffentlichen, vom Senat vorgeschlagenen Konstitution (zwei Monate vor der Charte constitutionnelle) betrübt (auf Latein: Gaudium tamen hoc nostrum cito grandissimus perturbavit dolor, cum scilicet novam regni constitutionem a Parisiensi senatu decretam publicae ephemerides retulerunt). Papst Pius VII. beklagt die Verschweigung des Katholizismus und des allmächtigen Gottes, durch den die Könige herrschen (auf Latein: Dei omnipotentis quidem, per quem reges regnant) in der Konstitution.
Pius VII. verurteilt die Gewissens- und Religionsfreiheit (libertas conscientiae, libertas cultus) im 22. Artikel der Konstitution, wobei er das in Frankreich von den Märtyrern geopferte Blut sowie die vom Haus Bourbon der Religion eifrig gewährte Unterstützung hervorhebt. Dieser Artikel, so Pius VII., füge der katholischen Religion eine tödliche Wunde zu, er sorge für die Vermischung der Wahrheit und des Irrtums, für den gleichen, den häretischen Sekten, einschließlich des treulosen Judaismus, und dem Katholizismus zugeteilten Platz (auf Latein: hoc ipso veritas cum errore confunditur, ac pari loco cum haereticorum sectis, judaicaque ipsa perfidia, sancta et immaculata Christi sponsa Ecclesia […] collocatur.) und beruft sich dabei auf Augustini De Haeresibus.
Der Papst beklagt die vom Artikel 23 zugesprochene Pressefreiheit (libertas imprimendi). Sie bereite den Sitten und dem Glauben ein sicheres Verderben (auf Latein: de servata permissaque articulo XXIII, imprimendi libertate, ex qua sane […] quam certa pernicies moribus et fidei impendat). Der Papst setzt schwerste Übel (gravissima haec mala) voraus, falls jedem die Freiheit, alles was ihm gefällt zu drucken, genehmigt wird. Der Papst bittet die Bischöfe Frankreichs, sich anzustrengen, damit jene Konstitution abgelehnt wird, und den König aufzusuchen, um seine Betrübtheit mitzuteilen, und klarzulegen, welche Gefahr dem Katholizismus, den Seelen und welches Verhängnis dem Glauben in Frankreich drohte (auf Latein: exponas quam gravia catholicae religioni damna, quanta animabus pericula, quod fidei exitium in Galliis comparetur), falls die obengenannten Artikel bestätigt würden (22, 23 sowie 6, 24 und 25, deren Inhalt vom Papst im apostolischen Schreiben nicht erzählt wird).

## Nachwirkung
Die Konstitution wurde von Ludwig XVIII. abgelehnt, der am 4. Juni 1814 die Charte constitutionnelle erließ.